# Oxidace sekundárních alkoholů na ketony
Oxidace sekundárních alkoholů na ketony jsou skupinou organických redoxních reakcí,
Oxidací sekundárního alkoholu vzniká keton. Odštěpí se přitom hydroxylový vodík a vodík vázaný na uhlík, ke kterému je připojen kyslík. Zbývající kyslík poté vytvoří dvojnou vazbu s uhlíkem, čímž se vytvoří keton R1–COR2. Ketony jsou odolné proti dalším oxidacím, protože by k ním bylo potřebné rozštěpit sousední vazbu C–C, což však mohou zajistit silná oxidační činidla; potom vznikají estery či karboxylové kyseliny.
Spektrum použitelných oxidantů je široké.

## Dichroman draselný
Sekundární alkoholy mohou být oxidovány na ketony okyseleným roztokem dichromanu draselného, který je zahříván a refluxován.
Oranžovočervený dichromanový ion, Cr2O 2−
7 , se redukuje na zelený Cr3+. Tato reakce byla používána na dokazování přítomnosti alkoholu v dechu.

## Chlorchroman pyridinia
Chlorchroman pyridinia (PCC), rozpuštěný v organickém rozpouštědle, přeměňuje sekundární alkoholy na ketony. Jeho reakce jsou vysoce selektivní a nedochází u nich k přeoxidování.

## Dessova–Martinova oxidace
Při Dessových–Martinových oxidacích se používá Dessův–Martinův perjodinan.
Reakce probíhají za pokojové teploty, nejobvyklejším rozpouštědlem je dichlormethan. Doba reakce bývá mezi 1,5 a 2 hodinami a poté se produkt odděluje od použitého perjodinanu.

## Swernova oxidace
Swernova oxidace spočívá v oxidaci sekundárních alkoholů na ketony oxalylchloridem a dimethylsulfoxidem. Nutná je také přítomnost organické zásady, jako je triethylamin.
Vedlejšími produkty jsou dimethylsulfid (Me2S), oxid uhelnatý (CO), oxid uhličitý (CO2) a sůl použité zásady – u triethylaminu jde o triethylamoniumchlorid (C6H15NHCl). Dimethylsulfid a oxid uhelnatý jsou toxické, takže se reakce provádějí v digestořích nebo ve venkovním prostředí.

## Fétizonova oxidace
Uhličitan stříbrný na křemelině oxiduje alkoholy jednoelektronově, prostřednictvím stříbrných iontů.